# Yoshiaki Takagi
Yoshiaki Takagi (高木 善朗 Takagi Yoshiaki?, Yokohama, Kanagawa, 9 de diciembre de 1992) es un futbolista japonés que juega como centrocampista en el Albirex Niigata.

## Trayectoria

### Clubes
| Club            | País         | Año       |
| --------------- | ------------ | --------- |
| Tokyo Verdy     | Japón        | 2010-2011 |
| F. C. Utrecht   | Países Bajos | 2011-2013 |
| Shimizu S-Pulse | Japón        | 2014-2015 |
| Tokyo Verdy     | Japón        | 2015-2017 |
| Albirex Niigata | Japón        | 2018-     |